# Dorin N. Uritescu
Dorin N. Uritescu (n. 18 feb. 1944, comuna Vinerea, jud. Alba) este un filolog român.

## Carieră
Licențiat al Facultății de Limba și Literatura Română – Universitatea București, 1970 și al Facultății de Istorie-Filozofie – Universitatea „Alexandru Ioan Cuza”, Iași, 1978, profesor, doctor în filologie cu distincția Magna cum laude, al Universității București, 2005. 
Definitivatul în învățământ, 1973; gradul II,  în 1979; gradul I, media în 1981, cu lucrarea publicată la Editura Științifică și Enciclopedică, Aspecte ortografice controversate, 1986, în care a fundamentat științific reconsiderarea omofoniilor în ortografia limbii române; introducând concepte noi, din perspectivă ortografică: pleonasmul ortografic, contradicția în adaos ortografică, pedantismul, hipercorectitudinea, contaminarea, analogia improprie ș.a. Este primul teoretician al figurilor de stil: arhaismul ortografic, echivocul ortografic: Noutăți în ortografie, Editura „Procion”, 1995. Este primul cercetător în domeniu care abordează temele noi: importanța epistemologică a ortografiei, valoarea ei stilistică: Cuvinte cu dificultate de scriere în limba română, vol. I, II, Editura Geneze, 1992. Analist al inovațiilor lexicale: De la chioșcari la vesternizare, Mic dicționar de termeni actuali, Editura Humanitas, 1993.
A fost membru al Comisiei Naționale de Limba și Literatura Română, 1993 și membru al Grupului de lucru pentru elaborarea Curriculum-ului de Limba și Literatura Română pentru învățământul liceal, din cadrul Consiliului Național pentru Curriculum și Pregătirea profesorilor în colaborare cu Banca Națională, 1998. A fost autorul unic al itemilor care au fost folosiți la nivel național pentru testarea candidaților înscriși la Concursul pentru ocuparea funcției de inspector școlar general și de inspector școlar general-adjunct în județe și Capitală, 1997, 1998. Cărțile tipărite, semnate de profesor sunt cuprinse în bibliografiile academice ale unor personalități filologice: Mioara Avram, Theodor Hristea, G. Pruteanu, N. Mihăescu, Florica Dimitrescu. Creațiile profesorului au fost comentate în articole, studii și cărți de către specialiști de excepție în domeniu: N. Mihăescu, Gh. Bulgăr, G. Pruteanu, Adriana Stoichițoiu-Ichim. A fost apreciat în prefețe și articole de specialitate de către Gh. Bulgăr, Eugen Simion, Ion Dodu Bălan, George Toma Veseliu, Cristian Livescu, G. Beldescu, Valeria Guțu-Romalo, Rodica Zafiu, Grigore Brâncuș, Mircea Borcilă. A
Este membru al Societății de Științe Filologice din România, 1989; vicepreședinte al Societății Naționale «Lupta pentru Pace prin Cultură». Este membru al Societățiide de Științe Filologice din România—1986-2021. În anul 2015 a fost primit în Uniunea Scriitorilor din România. În anul 2020 a fost numit Membru de Onoare al UZPR. 

## Lucrări publicate

### Ortografie
- Dorin N. Uritescu, ”Aspecte ortografice controversate”,Editura Științifică și Enciclopedică, București, 1986, pp. 314 ( Colaborare cu Rodica Uță-Uritescu, culegere texte pentru dictări)
- Dorin N. Uritescu, ”Cuvinte cu dificultate de scriere în limba română”, Editura Geneze a Grupului Științific de la București, ,1992,pp. 203 ( Colaborare cu Rodica Uță-Uritescu)
- Dorin N. Uritescu, ”Noutăți în ortografie”, Editura Procion,București, 1995, pp. 198
- Dorin N. Uritescu, ”Ortografia rațională a limbii române”, Edituyra RawexComs, București, 2016, pp. 281

### LEXIC/ LEXICOLOGIE
- Dorin N. Uritescu, De le chioșcari la vesternizare. Mic dicționar de termeni actuali”, Edeitura Humanitas, București, 1993, pp. 129
- Dorin N. Uritescu, Dicționar de cuvinte și sensuri noi”, Editura S.A.I.S., București, 2009, pp. 197

### FRAZEOLOGIE
- Dorin N. Uritescu, ”Dicționar explicativ de forme și sensuri greșite ale ale unor expresii și locuțiuni consacrate”, Editura S.A.I.S., București, 2009, pp. 205
- Dorin N. Uritescu, ”Dinamica actuală a limbii române”, Edit S.A.I.S.2009,București, pp. 189
- Dorin N. Uritescu,”Degradarea unităpților frazeologice în limba română actuală”, Editura Vox, București, 2006, pp.179

### GREȘELI DE EXPRIMARE și de GÂNDIRE
- Dorin N. Uritescu, ”Contradicția în adaos—contradiction în adjectum)” , Editura S.A.I.S., București,2009, pp. 200
- Dorin N. Uritescu, ”Dicționar explicativ de contradicții în adaos efective”, Editura Vox , 2006, pp. 284
- Dorin N. Uritescu,”Pleonasmul în limba română ( Categorizări. Exemplificări. Analize. Structuri morfo-sintactice preferențiale), Editura Bic All, București, 2006, pp. 148
- Dorin N. Uritescu, ”Dicționar de pleonasme efectiove”, Editura Bic All, București, 2008, pp. 176
- Dorin N. Uritescu, ”Contrtadicția în daos în limba română”, Editura Vox, București, 2006, pp. 187
- Dorin N. Uritescu, ”Dicționar explicativde folosire improprie a termenilor”, Editura SHIC, București, 2011, pp. 165
- Dorin N. Uritescu, ”Greșeli de exprimare”, vol. I, Editura Steaua Procion, Bucuraști, 1999,pp. 297
- Dorin N. Uritescu, ”Greșeli de exprimare ”, vol. II, Editura Steaua Procion, București, 2000, pp. 157

### TEORIA LITERATURII
- Dorin N. Uritescu, ”Structura variată, natura expresivă și valoarea artistică a pamfletului”, Editura RawexComs, București, 2015, pp. 93
- Dorin N. Uritscu, ”Portretul la criticii literari români”, Editura RawexComs, 2015, pp. 203

### CRITICĂ LITERARĂ
- Dorin N. Uritescu, ”Pentru o lectură adevărată și o percepere corectă a temei” , Editura Bibliotheca-Târgoviște, 2015, pp. 215

### STILISTICĂ
- Dorin N. Uritescu,”Fascinația numelui. Studiu al creației lexico-semantice și stilistice,”Editura S.A.I.S., 2009, pp. 312
- Dorin N. Uritescu, ”Noutăți stilistice”, Editura RawexComs, București, 2015, pp. 132 ;

### POEZIE
- Dorin N. Uritescu, ”Pe Rio Costa_ balade erotice”, Editura Bibliotheca, Târgoviște, 2014, pp. 141
- Dorin N. Uritescu, ”Cântec e de logodnă”, Editura Bibliotheca, Târgoviște, 2014, pp.
- Dorin N. Uritescu, ”Rugi și porunci”, Editura Bibliotheca, Târgoviște, 2014, pp. 82

### PROZĂ
- Dorin N. Uritescu, ” Mato-Gross-ul social și politic postrevoluționar”, Editura RawexComs, București, 2015, pp. 81
- Dorin N. Uritescu, ”Firimituri literare”, Editura RawexComs, București, 2019, pp.109
- Dorin N. Uritescu, ”Cronica pictată anticomunistă—a copiilor școlari din com. Vinerea, raion Orățștie, reg. Hunedoara—România 1951-1960, Editura\

## Premii
A primit distincția cu medalie ”Pamfil Șeicaru” pentru cercetarea limbajului jurnalistic. A primit Marele Premiu Național pentru Pamflet (autor al volumului ”Mato- Gossul” social și politic postrevoluționar,2020,Rawex Coms,București. A primit: Diploma ”Gheorghe Lazăr” clasa !, pentru rezultate de excepție în modernizarea Învățământului Românesc-Ministerul Educa\ției și Culturii,2006; Diploma de excelență—Marele premiu Naționa pentru Pamflet—autor al volumului ”Mato-Gross”-ul social și politic postrevoluționar- din partea UZPR, 2021; .
Premiul ”Vladimir Streinul pentru stilistică” din partea Societății Scriitorilor Târegovișteni” -autorul volumului Noutăți stilistice,2015,Editura RawexComs, București; Premiul”Grigore Alexandrescu pentru poezie”- din partea SST, autorul volumului Pe Rio Costa, Editura Bibliotheca din Târgoviște, 2014; Premiul”Alexandru George pentru critică literară”, din partea SST, autorul volumului Pentru o lectură adevărată și o percepere corectă a temei, Editura Bibliotheca Târgoviște,2014; Premiul ”Alexandru Vlahuță pentru proză scurtă”-din partea SST, autorul volumului Firimituri literare,Editura RavexComs,2020;